# Nyeds härad
Nyeds härad var ett härad i mellersta Värmlands län inom nuvarande Karlstads kommun. Häradet omfattade omfattade cirka 398km². Tingsplatsen från 1681 till 1734 i Nyed därefter i Molkom.

## Namnet
Häradsnamnet kommer från byn Ed där kyrkan var belägen, med tillägget Ny för att beteckna dess sena uppkomst och för att skilja det från Eds socken i Grums härad.

## Häradsvapen
Häradsvapnet visar en kolmila, vilket också kommer igen i vapnet för Nyeds landskommun.

## Geografi
Häradet var beläget i trakterna samhället Molkom i de norra delarna av kommunen cirka 3 mil nordost om Karlstad.

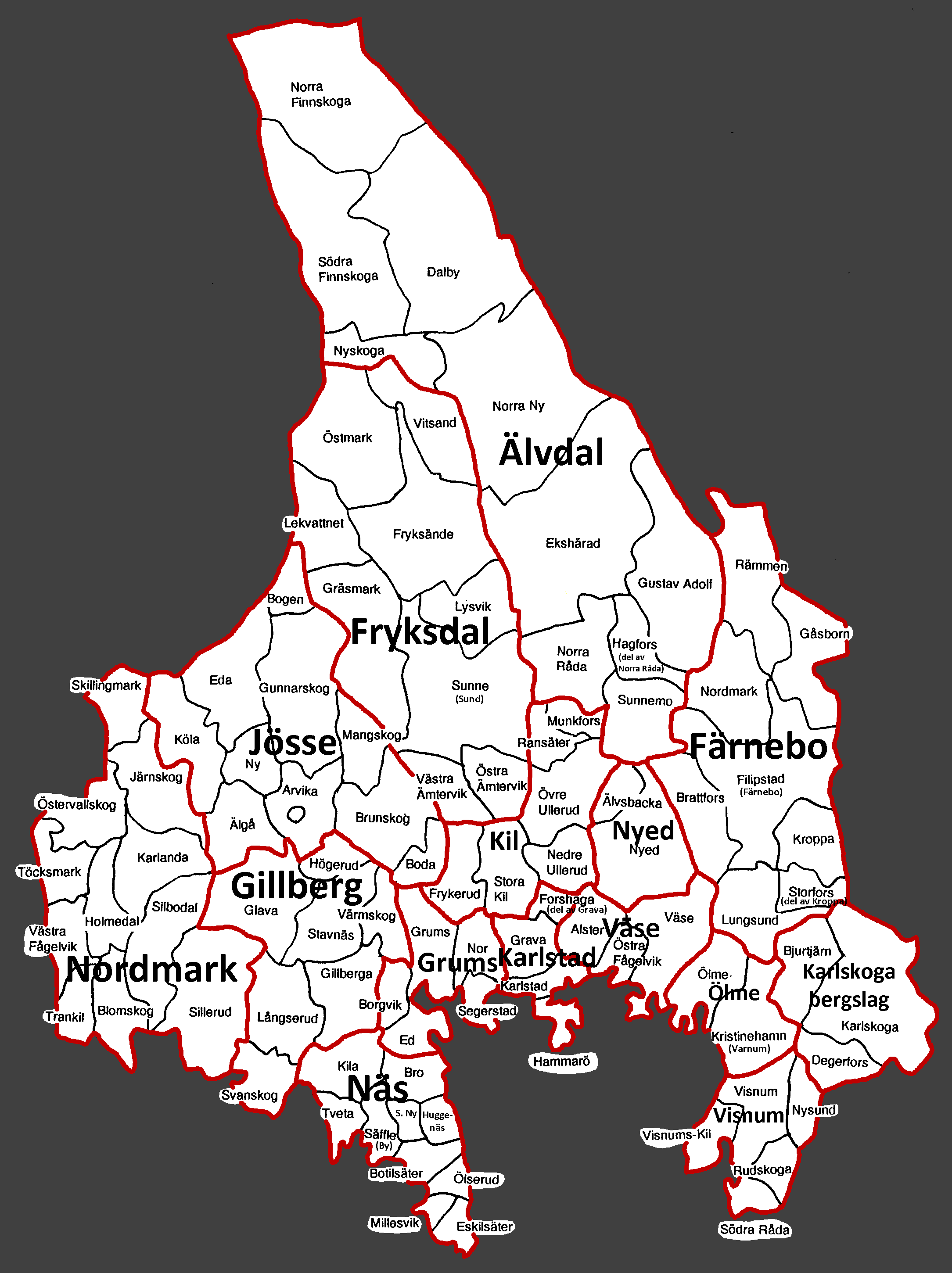
Värmlands härader.

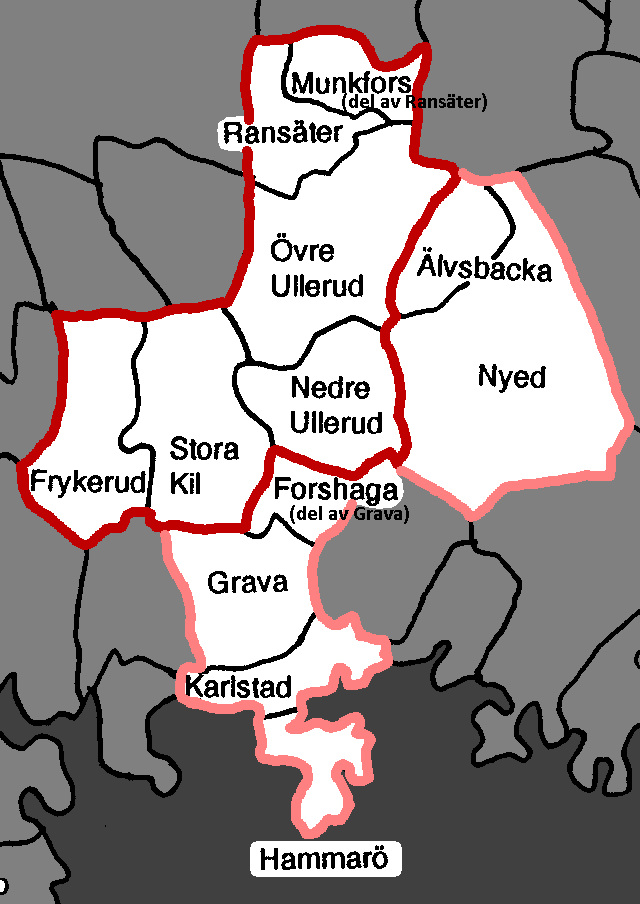
Bild över häradens socknar. Röd samt rosa linje markerar de yttre gränserna för hur Kils härad först såg ut när det skapades. Endast röda markerar hur det såg ut efter att Karlstad och Nyed härad skapats av dess forna bitar.

### Socknar
Nyeds härad omfattade två socknar.
- Älvsbacka
- Nyed

## Historia
Nyeds härad bildades så sent som år 1805 och tillhörde tidigare Väse härad, och innan år 1681 Kils härad. 

## Län, fögderier, domsagor, tingslag och tingsrätter
Häradet har från 1779 hört till Värmlands län, innan dess Närkes och Värmlands län. 
Häradets socknar hörde till följande fögderier:
- 1820–1917 Östersysslets fögderi
- 1918–1945 Älvdals fögderi
- 1946–1990 Karlstads fögderi

Häradets socknar tillhörde följande domsagor, tingslag och tingsrätter:
- 1680–1951 Nyeds tingslag inom
  - 1680–1742 Karlstads, Färnebo, Grums, Näs, Gillbergs, Nordmarks, Jösse och Nyeds häraders domsaga kallad Västersysslets domsaga
  - 1743–1755 Karlstads, Färnebo, Grums och Nyeds häraders domsaga kallad Mellansysslets domsaga
  - 1756–1825 Karlstads, Kils, Fryksdals nedre, Fryksdals övre, Älvdals nedre, Älvdals övre och Nyeds häraders domsaga kallad Mellansysslets domsaga
  - 1826–1829 Karlstads, Kils, Fryksdals nedre och Nyeds häraders domsaga kallad Mellansysslets domsaga
  - 1830–1864 Ölme, Visnums, Väse, Färnebo och Nyeds häraders domsaga kallad Östersysslets domsaga
  - 1865–1970 Älvdals nedre, Älvdals övre och Nyeds häraders domsaga från 1952 kallad Älvdals och Nyeds domsaga
- 1952–1970 Älvdal och Nyeds tingslag i Älvdals och Nyeds domsaga

- 1971–2005 Karlstads tingsrätt och dess domsaga
- 2005– Värmlands tingsrätt och dess domsaga